# HEX (ROTH BART BARONのアルバム)
『HEX』（ヘックス）は、日本のバンド・ROTH BART BARONの3枚目のスタジオ・アルバム。2018年11月7日にFeilcityよりリリースされた。

## 解説
前作「ATOM」より3年ぶりのアルバム。
前作のリリース後に制作していた120曲以上のストックから厳選された10曲を収録。
前作発売後に三船はスランプに陥り、しばらくアルバムをリリースする気が起きなかったが、表題曲「HEX」の完成を機にアルバム制作が軌道に乗り始めたと語っている。
全曲のタイトルに副題が付けられている。
ジャケット表側のロゴはデザイナーの岡室健によるもの。
ジャケットの内側は六角形で構成されたモザイクアートとなっている。

## 収録曲
| 全作詞・作曲: 三船雅也。 |                                |          |            |      |
| #                        | タイトル                       | 作詞     | 作曲・編曲 | 時間 |
| 1.                       | 「JUMP」                       | 三船雅也 | 三船雅也   | 3:58 |
| 2.                       | 「HOMECOMING(Album Mix)」      | 三船雅也 | 三船雅也   | 3:50 |
| 3.                       | 「Innocence」                  | 三船雅也 | 三船雅也   | 3:48 |
| 4.                       | 「HEX(Chicago Mix)」           | 三船雅也 | 三船雅也   | 3:37 |
| 5.                       | 「Hollow」                     | 三船雅也 | 三船雅也   | 4:05 |
| 6.                       | 「VENOM 〜天国と地獄〜」       | 三船雅也 | 三船雅也   | 4:03 |
| 7.                       | 「GREAT ESCAPE」               | 三船雅也 | 三船雅也   | 4:04 |
| 8.                       | 「JM」                         | 三船雅也 | 三船雅也   | 4:59 |
| 9.                       | 「SPEAK SILENCE(Chicago Mix)」 | 三船雅也 | 三船雅也   | 3:59 |
| 10.                      | 「HAL」                        | 三船雅也 | 三船雅也   | 4:34 |
| 合計時間:                | 合計時間:                      | 40:57    |            |      |

### 楽曲解説
1. JUMP
副題:すべてがみたい
Felicityのレーベルコンピレーションアルバム「A FELICITY SAMPLER VOL.2」にも収録されていた。
2. HOMECOMING(Album Mix)
副題:蜂の巣の子供たち
先行配信曲。アルバムバージョンでの収録。
3. Innocence
副題:ライオンの唇
4. HEX
副題:ヘックス
先行配信曲で、アルバム表題曲。
アルバムバージョンでの収録で、L10MixEditがミックスを手掛けている。
5. Hollow
副題:からっぽの僕たち
6. VENOM 〜天国と地獄〜
副題:天国と地獄
7. GREAT ESCAPE
副題:水蒸気と動物の名前
2019年発売の7inchシングル「Skiffle Song」のB面に、岡田拓郎によるリミックスバージョンが収録されている。
8. JM
副題:踊らない僕らと白いレースの夢
先行配信曲。
9. SPEAK SILENCE(Chicago Mix)
副題:神様のささやき
L10MixEditがミックスを手掛けている。
10. HAL
副題:ハル